# تشيبريان دياك
سيبريان دياك (بالرومانية: Ciprian Deac)‏ لاعب كرة قدم روماني يلعب في نادي شالكة 04 الألماني في مركز المهاجم ولد في 16 فبراير 1986 م .
بدأ مشواره في نادي أوتيلول غالاتي ثم انتقل في عام 2008 م إلى نادي كلوج الروماني ثم في عام 2010 م إلى نادي شالكة 04 الألماني. طوله : 177 سم ووزنه : 70 كيلوجراما .

## روابط خارجية
- تشيبريان دياك على موقع الاتحاد الدولي (مؤرشف)  (الإنجليزية)
- تشيبريان دياك على موقع الاتحاد الأوربي (الإنجليزية)
- تشيبريان دياك على موقع قاعدة بيانات كرة القدم.إي يو (الإنجليزية)
- تشيبريان دياك على موقع بيانات كرة القدم. دي إي (الألمانية)
- تشيبريان دياك على موقع ناشيونال فوتبول تيمز (الإنجليزية)
- تشيبريان دياك على موقع Soccerway.com (الإنجليزية)
- تشيبريان دياك على موقع عالم كرة القدم.نت (الإنجليزية)
- تشيبريان دياك على موقع كووورة
- تشيبريان دياك على موقع AS.com (الإسبانية)